# Pereșpa, Șațk
Pereșpa (în ucraineană Перешпа) este un sat în comuna Rostan din raionul Șațk, regiunea Volînia, Ucraina.

## Demografie
Componența lingvistică a localității Pereșpa
     Ucraineană (100%)
Conform recensământului din 2001, toată populația localității Pereșpa era vorbitoare de ucraineană (100%).